# Лаграс (аббатство)
Лагра́с, Аббатство Святой Марии в Лаграсе (фр. Abbaye Sainte-Marie de Lagrasse) — монастырь во Франции. Находится в посёлке Лаграс (департамент Од, Лангедок — Руссильон). С VIII века по 1792 год функционировал как монастырь бенедиктинцев, позднее переходил из рук в руки, в настоящее время — действующая обитель регулярных каноников Матери Божией.

## История

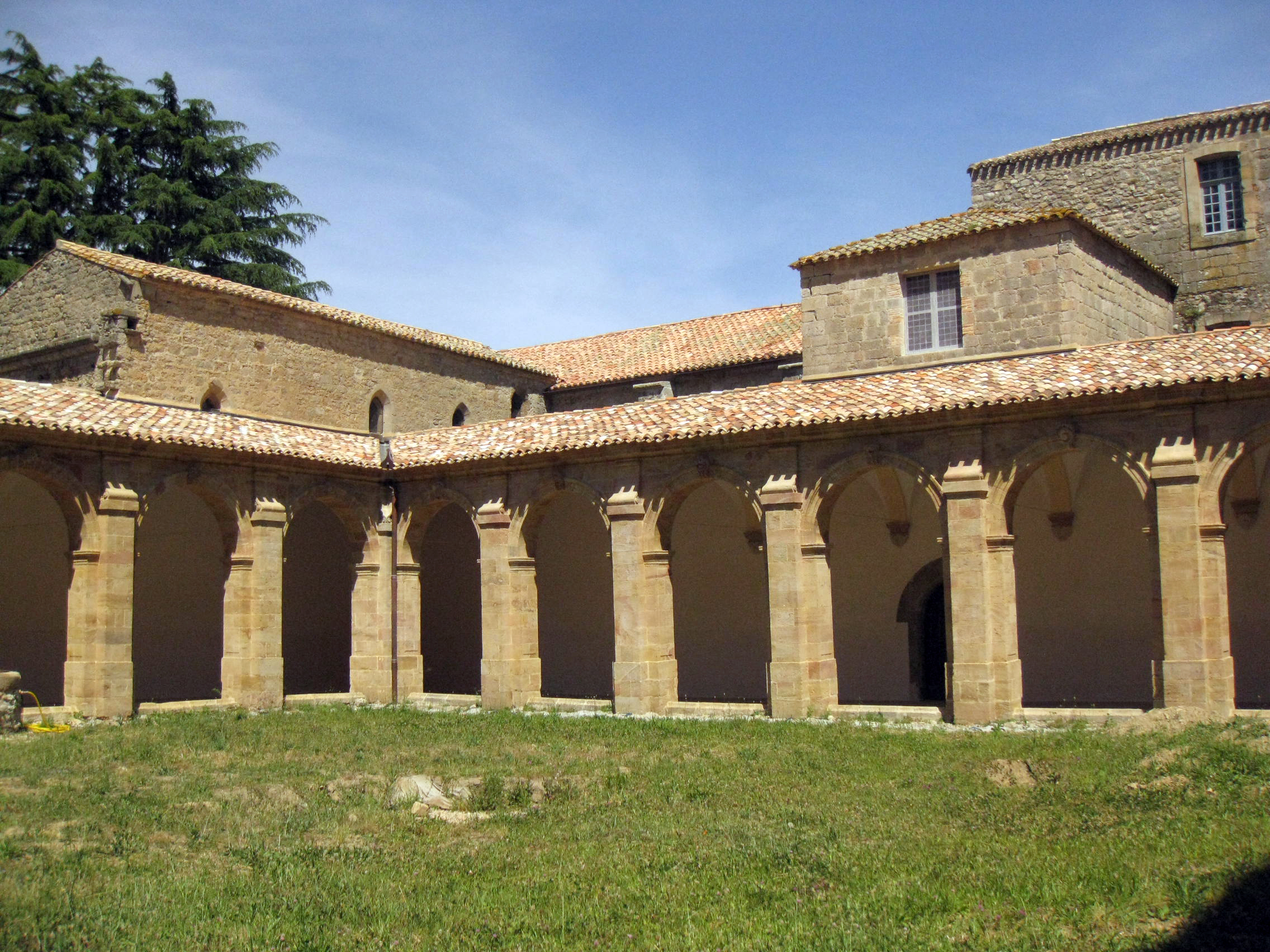
Клуатр

Аббатство было основано в 779 году вероятно на месте более древней монашеской обители, после основания получило протекцию Карла Великого. Расцвет монастыря пришёлся на IX—XI века, когда было возведено большинство романских построек. В XII и XIII веках в ходе религиозных войн против катаров в Лангедоке монастырь пытался играть посредническую роль между сторонами. В XIV—XV веках аббатство начало постепенно клониться к упадку. Период оживления религиозной жизни начался в середине XVII века, когда монастырь принял мавристскую реформу. В начале XVIII века под руководством аббата Арманда Базена были проведены масштабные работы по перестройке зданий монастыря и его расширению.

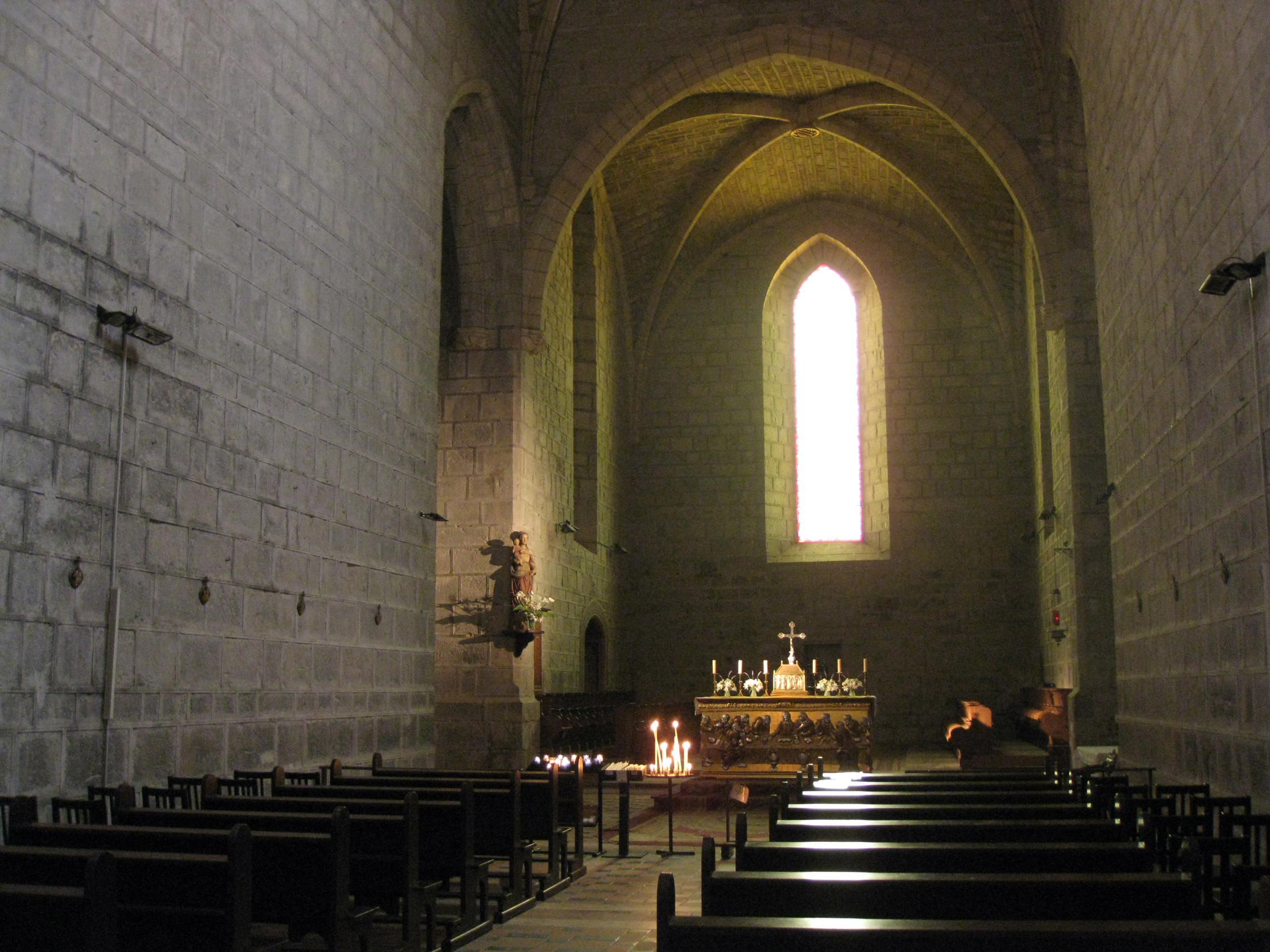
Церковь

Во время Великой французской революции монастырь был закрыт, а монахи изгнаны. Монастырь был поделён на две части: «большую часть» (la grande partie) и «малую часть» (la petite partie) и продан с аукциона двумя лотами. Это деление сохранилось до наших дней.

## Современность
«Большая часть» включает в себя примерно 3/4 всего монастыря. В неё входят клуатр, большинство монастырских зданий, сад и большая часть церкви. Она была некоторое время частным владением, затем военным госпиталем. Начиная с 1896 года периодически предпринимались попытки восстановления монашеской жизни, «большая часть» приобреталась последовательно несколькими небольшими конгрегациями, но ни одна не смогла долгое время содержать аббатство. В 1995 году «большая часть» была приобретена семьёй Прежизе (Pregizer), которая финансировала реставрационные работы в аббатстве.

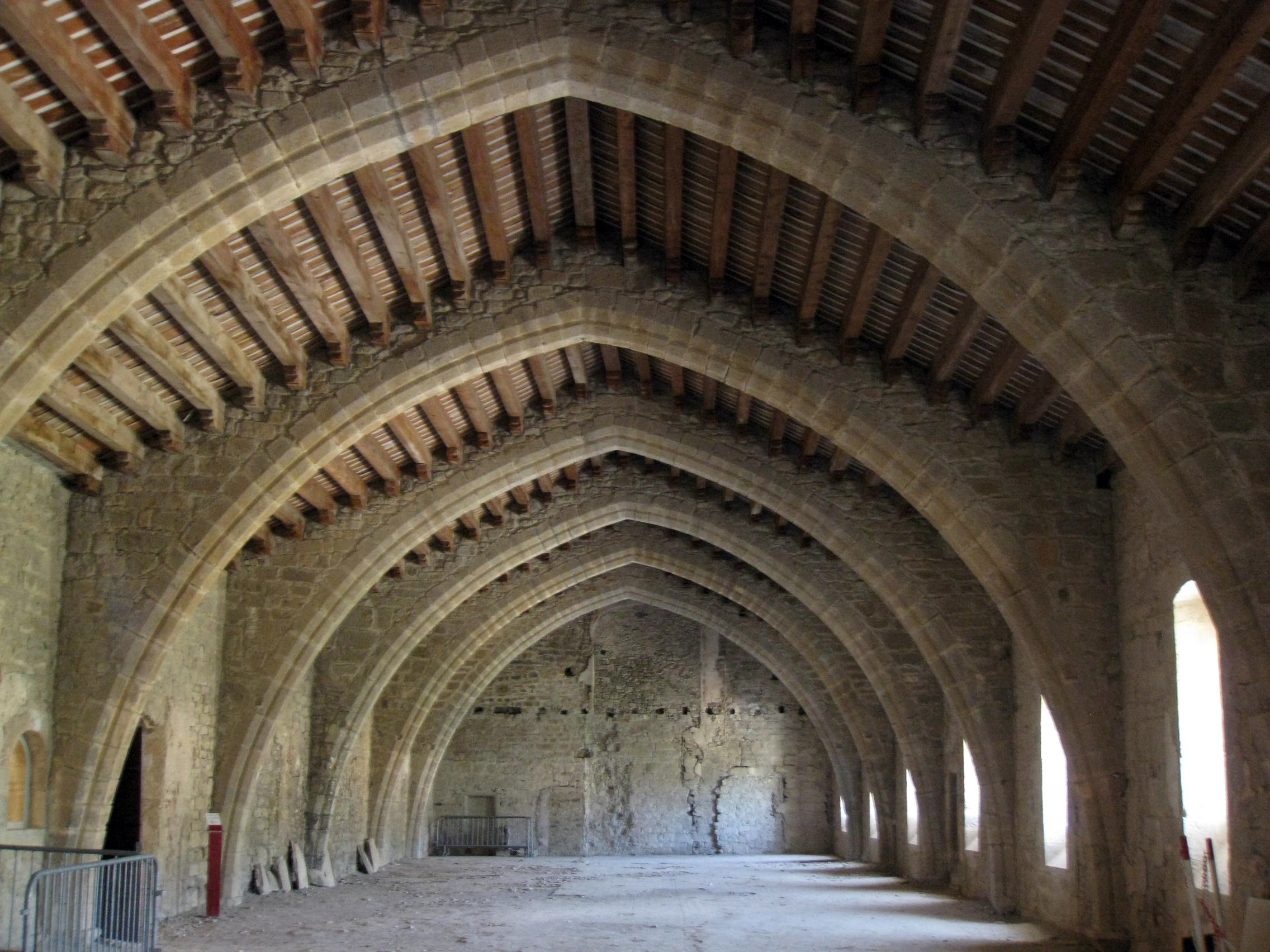
Дормиторий

В 2004 году была предпринята ещё одна попытка восстановить монашескую жизнь в аббатстве, «большая часть» была выкуплена из частной собственности регулярными канониками Матери Божией, монашеским обществом католиков-традиционалистов, использующим в литургической жизни экстраординарную (тридентскую) форму римского обряда. В 2013 году община насчитывала 34 монаха. Помимо религиозной жизни община продолжает вести в аббатстве реставрационные работы. Монастырь открыт для посещения туристами, посещение платное.
«Малая часть» включает двор аббата, аббатскую часовню, дормиторий и северное крыло трансепта церкви. С XIX века принадлежит государству. Там располагались различные государственные структуры, в настоящее время она принадлежит Генеральному совету Ода.